# Планкеттс-Крік Тауншип (округ Лайкомінг, Пенсільванія)
Планкеттс-Крік Тауншип (англ. Plunketts Creek Township) — селище (англ. township) в США, в окрузі Лайкомінг штату Пенсільванія. Населення — 597 осіб (2020).

## Демографія
Згідно з переписом 2010 року, у селищі мешкали 684 особи в 297 домогосподарствах у складі 202 родин. Було 551 помешкання
Расовий склад населення:
| - 98,0 % — білих - 0,4 % — корінних американців - 0,1 % — чорних або афроамериканців - 0,1 % — азіатів |

До двох чи більше рас належало 0,6 %. Частка іспаномовних становила 2,0 % від усіх жителів.
За віковим діапазоном населення розподілялося таким чином: 19,6 % — особи молодші 18 років, 63,1 % — особи у віці 18—64 років, 17,3 % — особи у віці 65 років та старші. Медіана віку мешканця становила 46,5 року. На 100 осіб жіночої статі у селищі припадало 103,0 чоловіків;  на 100 жінок у віці від 18 років та старших — 101,5 чоловіків також старших 18 років.
Середній дохід на одне домашнє господарство  становив 66 062 долари США (медіана — 56 250), а середній дохід на одну сім'ю — 72 994 долари (медіана — 62 321). Медіана доходів становила 47 188 доларів для чоловіків та 30 625 доларів для жінок. За межею бідності перебувало 7,8 % осіб, у тому числі 9,8 % дітей у віці до 18 років та 2,2 % осіб у віці 65 років та старших.
Цивільне працевлаштоване населення становило 292 особи. Основні галузі зайнятості: виробництво — 19,2 %, освіта, охорона здоров'я та соціальна допомога — 17,1 %, науковці, спеціалісти, менеджери — 13,7 %, роздрібна торгівля — 12,7 %.